# Grangemouth Dockyard Company
Die Grangemouth Dockyard Company war ein schottisches Schiffbauunternehmen. In der Hauptsache wurden Linienpassagier- und Frachtschiffe gebaut.

## Geschichte
Der ursprüngliche Schiffbauplatz der Werft lag an der Canal Street in Grangemouth am Fluss Carron. Er wurde 1885 von William Millar und Samuel P. Jackson eingerichtet. Im Jahre 1888 erwarb das Unternehmen zwei weitere Werften, in Alloa und in Ardrossan. Im Jahre 1900 erwarb es auch die Werft der Greenock Dock Company in Greenock, und 1908 benannte sich das Unternehmen in Greenock and Grangemouth Dockyard Company um. In den 1900er Jahren baute die Werft eine Reihe von Linienfrachtern für die Küstenfahrt, Colliers und Trampschiffe für britische, südafrikanische und indische Reedereien.
Gegen Ende des Ersten Weltkriegs wurde die Werft in Greenock an Cayzer, Irvine & Co. verkauft und von diesen als Greenock Dockyard Co. weiterbetrieben. Der Betrieb in Grangemouth fungierte nunmehr als Grangemouth Dockyard Co. Ltd. In diesen Jahren wurden in der Hauptsache britische Reedereien beliefert, gegen Ende der 1920er Jahre konnten aber erneut Abnehmer aus Australien und Indien gewonnen werden. Die 1930er Jahre konnten nach der Weltwirtschaftskrise nur mit Reparaturarbeiten überbrückt werden, bevor im Jahr 1936 wieder erste Neubauten in Angriff genommen wurden.
Während des Zweiten Weltkriegs baute das Unternehmen hauptsächlich Colliers und Küstentanker, darunter 13 Standard Colliers, zwölf Küstentanker der "Empire Cadet"-Klasse. Darüber hinaus entstanden weitere drei größere Tankschiffe, drei Küstenfrachter und drei Standardküstenfrachter des Typs "B".
Die Bauliste der 1950er Jahre wurde durch größere Serien für Fred Everard und George Gibson bestimmt, deren Markenzeichen die Everard "Yellow Perils" (Gelbe Gefahren) aus Grangemouth wurden. Es entstanden aber auch nennenswerte Zahlen an Flatiron Colliers, Fähren, Schlepper, Kühlschiffe und Passagierschiffe. Im Jahr 1961 beschäftigte die Werft rund 800 Mitarbeiter.
1967 veräußerte die Millar-Familie das Unternehmen an Swan Hunter, die es zunächst in ihre Abteilung für Kleinschiffbau eingliederten, den Schiffbau in Grangemouth 1972 nach der Ablieferung des Fleetwood-Trawlers Irvana aber beendeten. In Grangemouth wurde nur noch Schiffsreparatur betrieben. Im Verlauf der Werftenkrise wurde Grangemouth Dockyard als Tochterunternehmen von Swan Hunter Shipbuilders zum 1. Juli 1977 in der British Shipbuilders Corporation verstaatlicht, aber unter der nachfolgenden Regierung unter Premierministerin Margaret Thatcher bereits 1983 wieder privatisiert. Die Werft wurde 1984 an den geschäftsführenden Direktor und zwei Partner verkauft, aber 1985 endgültig geschlossen und 1987 aufgelöst.